# Euherrichia monetifera
Euherrichia monetifera là một loài bướm đêm trong họ Noctuidae.